# Daniela Preda
Daniela Preda (* 31. Mai 1960 in Pavia) ist eine italienische Historikerin und Hochschullehrerin an der Universität Genua.
Preda studierte an der Universität Pavia bis 1992, wo sie bei Giulio Guderzo promovierte. Sie wurde 2014 ordentliche Professorin in Genua, wo sie bereits seit 1995 forschte. Ihr Schwerpunkt ist die europäische Integration. Für Italien ist sie Spezialistin für Altiero Spinelli und Alcide de Gasperi. Sie ist Mitglied im Wissenschaftlichen Beirat für das Haus der Europäischen Geschichte. Sie war Präsidentin der Associazione universitaria di studi europei (AUSE - ECSA Italy).

## Schriften
- Storia di una speranza: La battaglia per la CED e la Federazione Europea (1950–1952), Mailand 1990 online-Fassung
- Storia del federalismo e dell’unità europea, Dissertation 1992
- Sulla soglia dell’unione. La vicenda della Comunità politica europea (1952–1954) (Edizioni universitarie Jaca), 1994, ISBN 978-88-16-95096-2
- Alcide de Gasperi. Federalista Europeo, Bologna 2004, ISBN 978-88-15-09964-8
- The History of the European Monetary Union: Comparing Strategies amidst Prospects for Integration and National Resistance, Brüssel 2017, ISBN 978-2-8076-0098-0
- Alcide de Gasperi’s Europe, Brüssel 2018, ISBN 978-2-8076-0131-4